# Spilosoma hercules
Spilosoma hercules är en fjärilsart som beskrevs av De Toulgoët 1956. Spilosoma hercules ingår i släktet Spilosoma och familjen björnspinnare. Inga underarter finns listade i Catalogue of Life.